# Hutorî, Starokosteantîniv
Hutorî (în ucraineană Хутори) este un sat în comuna Radkivți din raionul Starokosteantîniv, regiunea Hmelnîțkîi, Ucraina.

## Demografie
Componența lingvistică a localității Hutorî
     Ucraineană (99,57%)
     Alte limbi (0,43%)
Conform recensământului din 2001, majoritatea populației localității Hutorî era vorbitoare de ucraineană (99,57%), existând în minoritate și vorbitori de alte limbi.